# Asociación Mundial para el Desarrollo de la Filatelia

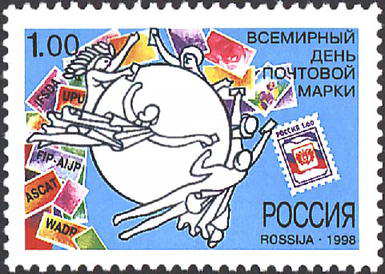
Abreviaturas de la AMDF (WADP), UPU y otros fundadores en una estampilla de Rusia (1998) “Día Mundial del Sello Postal”.

Asociación Mundial para el Desarrollo de la Filatelia (abreviadamente - AMDF; en inglés: World Association for the Development of Philately, o WADP) es una organización internacional, creada en 1997 bajo la égida y con el apoyo de la Unión Postal Universal, la Federación Internacional de Filatelia y una serie de otras organizaciones filatélicas.
Su actividad esencial de la AMDF es el cálculo de números para los sellos postales, emitidos por los países después del 1 de enero de 2002, Sistema de numeración de la AMDF o por su abreviatura en inglés WNS.

## Fundadores
- La Unión Postal Universal (UPU), que asegura la cooperation entre las administraciones postales nacionales, que emiten sellos postales;
- La Federación Internacional de Filatelia;
- La Asociación Internacional de Comerciantes de Estampillas (en inglés: International Association of Stamp Dealer Associations - IFSDA), que representa a los comerciantes filatélicos, que se ocupan de la venta de sellos postales y materiales de colección;
- La Asociación Internacional de Editores de Catálogos de Sellos Postales, Álbumes de Estampillas y Publicaciones Filatélicas (en francés: Association internationale des éditeurs de catalogues de timbres-poste, d'albums et de publications philatéliques - ASCAT), que cubre a los productores de catálogos y otros impresos, que describen las emisiones postales;
- La Asociación Internacional de Periodistas Filatélicos (en francés: Association internationale des journalistes philatéliques - AIJP), que reúne las publicaciones especializadas (fuente básica de información periódica), que escriben acerca de la filatelia;
- Intergraf,[1] la confederación internacional de industrias de la imprenta y anexos, que se integró en la asamblea general en Lisboa el 26 de septiembre de 2003.